# Andrzej Żelaźniewicz
Andrzej Ryszard Żelaźniewicz (ur. 4 lutego 1947) – polski doktor nauk przyrodniczych, profesor nauk o Ziemi. Specjalizuje się w zagadnieniach z zakresu geologii strukturalnej. petrologii oraz tektoniki. Członek korespondent Polskiej Akademii Nauk od 2007 roku, członek rzeczywisty od 2020. Były wykładowca Wydziału Nauk Geograficznych i Geologicznych Uniwersytetu im. Adama Mickiewicza w Poznaniu.

## Życiorys
Absolwent Uniwersytetu Wrocławskiego (kierunek geologia, rocznik 1970). Habilitację uzyskał w 1992 roku na Wydziale Nauk Przyrodniczych UW. Napisał wtedy pracę zatytułowaną "Tektoniczna i metamorficzna ewolucja Gór Sowich". Tytuł profesora nauk o Ziemi nadano mu w 1999 roku.
Członek Prezydium PAN w kadencji 2011-2018, prezes Oddziału we Wrocławiu w latach 2011-2018 i jego wiceprezes w kadencji 2019-2026.
W 2006 roku został odznaczony Złotym Krzyżem Zasługi. Trzy lata później otrzymał Medal Vietnam Geological Society.
Andrzej Żelaźniewicz jest również redaktorem naczelnym czasopisma naukowego Geologia Sudetica.